# Natuurpark Los Alcornocales

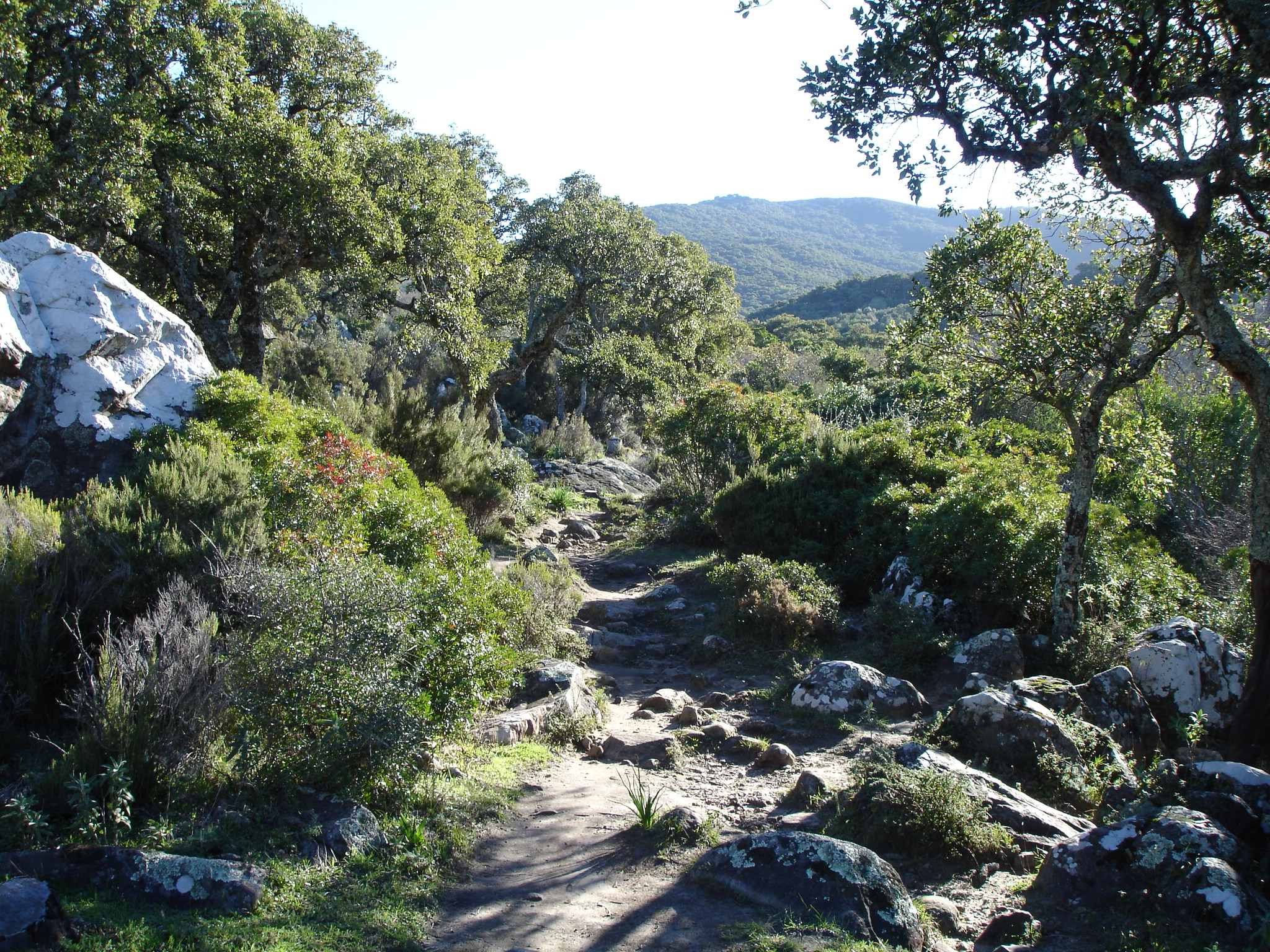

Het Natuurpark Los Alcornocales (Spaans: Parque natural de Los Alcornocales) is een natuurpark in Andalusië in Spanje. Het natuurpark werd opgericht in 1989 en is 167 767 hectare groot. Het natuurpark omvat heuvelende bossen van Quercus suber (alcornoque). 